# Рохас, Франсиско (футболист)
Франси́ско Ули́сес Ро́хас Ро́хас (исп. Francisco Ulises Rojas Rojas; 22 июля 1974, Ла-Серена, Чили) — чилийский футболист, бывший защитник известный по выступлениям за клубы «Коло-Коло», «Штурм» и сборную Чили. Участник Чемпионата мира 1998 года.

## Клубная карьера
Рохас начал карьеру в клубе «Депортес Ла-Серена» из своего родного города. В 1993 году он дебютировал за команду в чилийской Примеру. По окончании сезона Франсиско покинул команду и перешёл в «Коло-Коло». В 1996 году он завоевал Кубок Чили и выиграл чемпионат. Летом того же года Рохас перешёл в испанский «Тенерифе». 1 сентября в матче против «Компостелы» он дебютировал в Ла Лиге. На Канарских островах Франсиско провёл полгода, после чего вернулся в «Коло-Коло». С командой он ещё дважды стал чемпионом Чили.
В 2001 году Рохас принял приглашение австрийского «Штурма». В 2002 году он помог клубу занять второе место в австрийской Бундеслиге, а также выйти финал Кубка Австрии. В 2006 году Франсиско вернулся на родину, где после сезона в «Унион Эспаньола», завершил карьеру в своём родном клубе «Депортес Ла-Серена».

## Международная карьера
В 1995 году Рохас дебютировал за сборную Чили.
В 1998 году Франсиско попал в заявку сборной на участие в Чемпионате мира во Франции. На турнире он принял участие в матчах против команд Камеруна, Австрии и Италии. В 1999 году Рохас принял участие в Кубке Америки в Парагвае.

## Достижения
Клубные
 «Коло-Коло»
- Чемпионат Чили по футболу — 1996
- Чемпионат Чили по футболу — Кл. 1997
- Чемпионат Чили по футболу — 1998
- Обладатель Кубка Чили — 1994